# 嬌鼠屬
嬌鼠屬（Tryphomys），哺乳綱、囓齒目、鼠科的一屬，如娇鼠(Tryphomys adustus)。而與嬌鼠屬（嬌鼠）同科的動物尚有白腹蓬毛鼠屬（白腹蓬毛鼠）、大裸尾鼠屬（孔武大裸尾鼠）、裔鼠屬（裔鼠）、灌鼠屬（肯氏灌鼠）等之數種哺乳動物。